# Dolmen de La Pierre
Le dolmen de la Pierre est un dolmen  situé à Moulins-sur-Céphons dans le département français de l'Indre.

## Historique
L'édifice est classé monument historique par la liste de 1900 sous le nom de Dolmen et cromlech de La Pierre. Le dolmen fut victime d'une fouille sauvage en 1870, dont les résultats sont inconnus, mais qui provoquèrent l'effondrement d'une table de couverture et laissèrent le monument partiellement ruiné.

## Description
Le dolmen a été édifié sur un rebord de plateau dominant le ruisseau du Lamps. C'est un dolmen de type angevin. Il mesure 6 m de long sur 4,20 m de large pour une hauteur maximale de 1,60 m. Il comporte deux tables de couverture. La plus grande des deux repose sur trois orthostates. La seconde table est brisée en deux parties,la plus grande, inclinée à 45° repose d'un côté sur un pilier et de l'autre sur le sol.
| Dalle                                   | Longueur | Épaisseur | Largeur |
| --------------------------------------- | -------- | --------- | ------- |
| Table A                                 | 4,20 m   | 0,40 m    | 3,50 m  |
| Fragment de la table B                  | 2,80 m   | 0,60 m    | 1,80 m  |
| Fragment de la table B                  | 2,10 m   |           | 1,80 m  |
| Dalle de chevet                         | 2,80 m   |           | 1,30 m  |
| Orthostate nord                         | 2,30 m   |           |         |
| Orthostate sud                          | 4,25 m   |           | 1,30 m  |
| Pilier nord-est                         |          | 1,60 m    | 1,30 m  |
| Données : Indre Guide Dolmens & Menhirs |          |           |         |

L'ensemble délimite une chambre funéraire de 5,80 m de long sur 2,30 m de large qui atteint 1,30 m dans sa plus grande hauteur sous dalle. Toutes les dalles sont en grès. Selon Ludovic Martinet, la pierre proviendrait de Bagneux ou de Dun-le-Poëlier, communes distantes de plus de 30 km.
L'existence à l'époque du classement d'un cromlech entourant le dolmen semble peu probable. Les blocs supposés le constituer, qui sont désormais presque tous disparus, pourraient cependant provenir du démantèlement du dolmen ou correspondre aux vestiges d'un éventuel tumulus.

## Folklore
Selon une tradition populaire, celui qui aurait touché à l'édifice devait mourir dans l'année.